# Ranger 6-440
El Ranger 6-440 es un motor de seis cilindros en línea, diseñado y fabricado por la compañía estadounidense Ranger Engines Division, una subsidiaria de Fairchild Aircraft, para motorizar aviones civiles y militares.

## Características
El Ranger 6-440 formaba parte de una familia de motores invertidos de seis cilindros en línea, cuyo diseño se inició en 1926 y con el primer ejemplar, el 6-370, comercializado en 1928. La denominación de los motores indicaba primero el número de cilindros, seguido por la capacidad en pulgadas cúbicas. El 6-370 vio incrementado su desplazamiento en varias versiones, como las 6-390, 6-410 y 6-440.
Se trataba de un motor con camisas de acero, cabeza de los cilindros de aluminio y asiento de las válvulas realizado en cuproaluminio, una aleación de aluminio y bronce. El cigüeñal también estaba realizado en aluminio.

## Especificaciones (6-440)
- Tipo: Motor de seis cilindros en línea
- Potencia: 175 - 200 hp
- Desplazamiento: 7 227 cc
- Diámetro x carrera: 105x140 mm
- Refrigeración: Aire

### Motores similares
- de Havilland Gipsy Six
- Napier Javelin

### Listas relacionadas
- Anexo:Motores aeronáuticos